# Nowodruck
Nowodruck – dawne osiedle kolejowe. Tereny na których leżało znajdują się obecnie na Białorusi, w obwodzie witebskim, w rejonie postawskim, w sielsowiecie Kozłowszczyzna.
Znajdowała się tu stacja kolejowa Nowodruck.

## Historia
W czasach zaborów w granicach Imperium Rosyjskiego.
W dwudziestoleciu międzywojennym osiedle leżało w Polsce, w województwie wileńskim, w powiecie duniłowickim (od 1926 postawskim), w gminie Łuck (od 1927 gmina Kozłowszczyzna).
Według Powszechnego Spisu Ludności z 1921 roku zamieszkiwało tu 35 osób, 26 było wyznania rzymskokatolickiego, 5 prawosławnego, a 4 ewangelickiego. Jednocześnie 24 mieszkańców zadeklarowało polską przynależność narodową, 6 białoruska, a 5 inną. Były tu 4 budynki mieszkalne. W 1931 w 3 domach zamieszkiwało 30 osób.
Miejscowość należała do parafii rzymskokatolickiej w Mosarzu i prawosławnej w Osinogródku. Podlegała pod Sąd Grodzki w Duniłowiczach i Okręgowy w Wilnie; mieścił się tu urząd pocztowy, który obsługiwał znaczną część gminy.
W 1938 roku miejscowość należała do gromady Osinogródek gminy Kozłowszczyzna.